# Ch'ŏngam-kuyŏk
Cette page contient des caractères spéciaux ou non latins. S’ils s’affichent mal (▯, ?, etc.), consultez la page d’aide Unicode.
L'arrondissement (ou canton) de Ch'ŏngam (청암구역 ; 青岩區域) est l'un des arrondissements (ou cantons) qui constituent la ville nord-coréenne de Ch'ŏngjin.

## Divisions administratives
L'arrondissement (ou canton) de Ch'ŏngam est composé de vingt-un quartiers (tong) et de sept communes (ri).

### Quartiers
- Ch'ŏngam-1 (청암1동 ; 靑岩1洞)
- Ch'ŏngam-2 (청암2동 ; 靑岩2洞)
- Chŏngsan (정산동 ; 亭山洞)
- Haebang (해방동 ; 解放洞) à ne pas confondre avec les quartiers de Haebang (해방동 ; 解放洞) de la ville de Wŏnsan
- Ingok-1 (인곡1동 ; 仁谷1洞)
- Ingok-2 (인곡2동 ; 仁谷2洞)
- Kumbawi (금바위동),anciennement T'omak (토막리 ; 土幕里),
- Kwanhae (관해동 ; 觀海洞)
- Majŏn (마전동 ; 麻田洞) à ne pas confondre avec la commune de Majŏn (마전리 ; 麻田里) située dans l'arrondissement (ou canton) de Hŭngnam de la ville de Hamhŭng
- Munhwa-1 (문화1동 ; 文化1洞),anciennement Panjuk-1 (반죽1동 ; 班竹1洞) à ne pas confondre avec le quartier Munhwa (문화동 ; 文化洞) dans l'arrondissement (ou canton) de Hanggu de la ville de Namp'o
- Munhwa-2 (문화2동 ; 文化2洞),anciennement Panjuk-2 (반죽2동 ; 班竹2洞) à ne pas confondre avec le quartier Munhwa (문화동 ; 文化洞) dans l'arrondissement (ou canton) de Hanggu de la ville de Namp'o
- Pangjin (방진동 ; 芳津洞)
- Raksan (락산동 ; 洛山洞)
- Rakyang (락양동 ; 洛陽洞)
- Rasŏk (라석동 ; 羅石洞)
- Rijin (리진동 ; 梨津洞)
- Rochang (로창동 ; 蘆倉洞)
- Ryongje (룡제동 ; 龍楮洞)
- Ryŏnjin (련진동 ; 連津洞)
- Samhae (삼해동 ; 三海洞)
- Yŏkchŏn (역전동 ; 驛前洞) à ne pas confondre avec le quartier Yŏkchŏn (역전동 ; 驛前洞) dans l'arrondissement (ou canton) de Hanggu de la ville de Namp'o

### Villages
- Chikha (직하리 ; 稷下里)
- Kyowŏn (교원리 ; 橋院里)
- Muchang (무창리 ; 武昌里)
- Pugŏ (부거리 ; 富巨里)
- Ryŏnchŏn (련천리 ; 連川里)
- Sagu (사구리 ; 沙口里)
- Sŏ ou ouest (서리 ; 西里)